# لوغان توم
لوغان توم (بالإنجليزية: Logan Tom)‏ (ولدت 25 مايو 1981) هي أميركية الجنسية.لاعبة الكرة الطائرة والكرة الشاطئية تلعب في موقع الضارب الخارجي. في سن ال19 أصبحت لوغان أصغر امرأة على الإطلاق يتم اختيارها لفريق الكرة الطائرة الأوليمبية وذلك في دورة الألعاب الأليمبية المُقامة بسيدني عام 2000.

## معلومات تقنية
- الطول: 1,85 م
- الارتقاء في السحق: 3,06 م
- الارتقاء في الصد: 2,97 م

## روابط خارجية
- لوغان توم على موقع الاتحاد الأوروبي (الإنجليزية)
- لوغان توم على موقع قاعدة بيانات الكرة الطائرة الشاطئية (الإنجليزية)
- لوغان توم على موقع عالم الكرة الطائرة (الإنجليزية)
- لوغان توم على موقع دوري الدرجة الأولى الإيطالي للكرة الطائرة - سيدات (الإيطالية)
- لوغان توم على موقع اللجنة الأولمبية الدولية (الإنجليزية)
- لوغان توم على موقع أوليمبيديا (الإنجليزية)
- لوغان توم على موقع اللجنة الأولمبية والبارالمبية الأمريكية (الإنجليزية)